# Мерлин

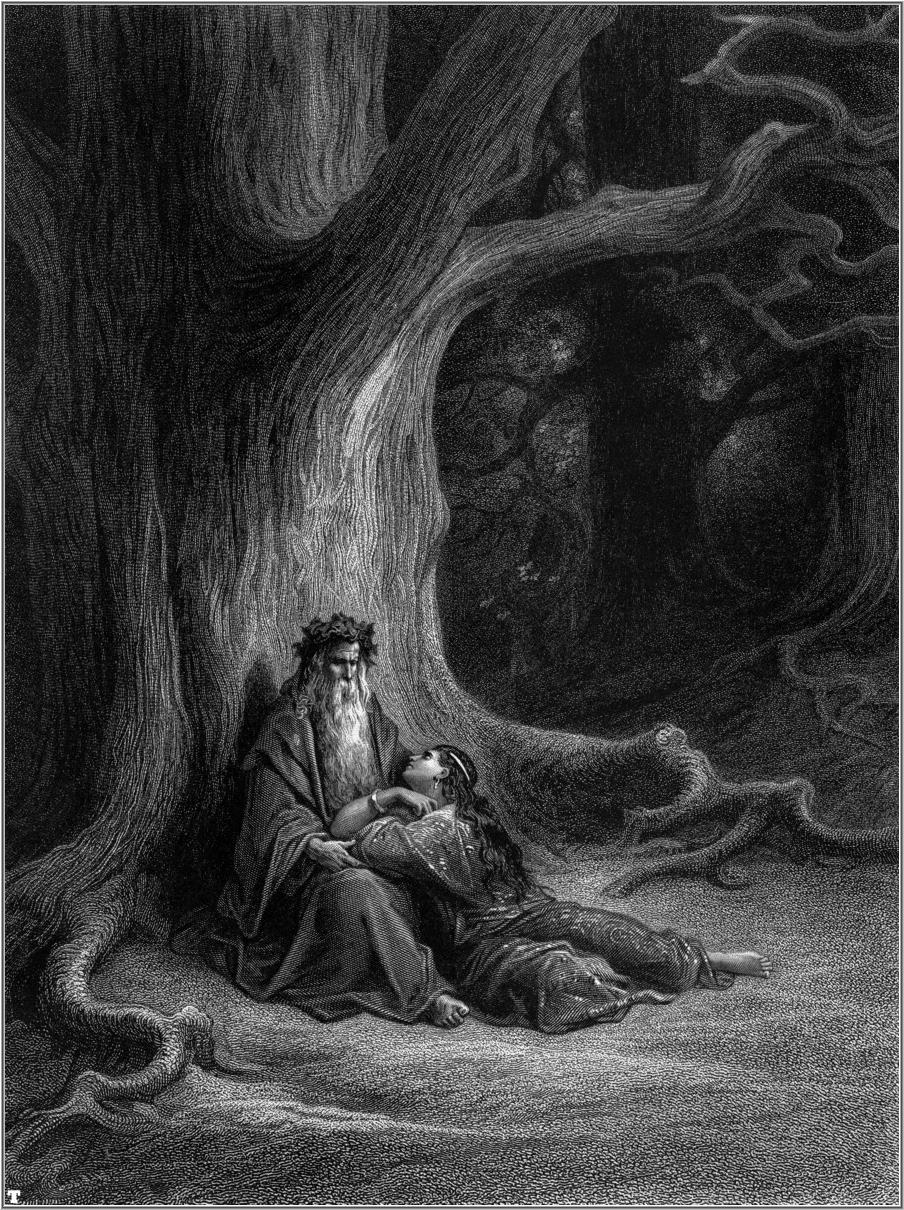
Мерлин и Владычица Озера. Гравюра Гюстава Доре из книги Королевские идиллии (1868)

Ме́рлин (англ. Merlin, валл. Myrddin, валл. Myrddin Emrys, валл. Ann ap Lleian, Annvab y llaian) — в британском цикле легенд, наставник и советник короля Артура, а также ранее его отца Утера и короля Вортигерна. Кроме того, имя Мерлина встречается как эпитет в средневековой кельтской поэзии бардов.

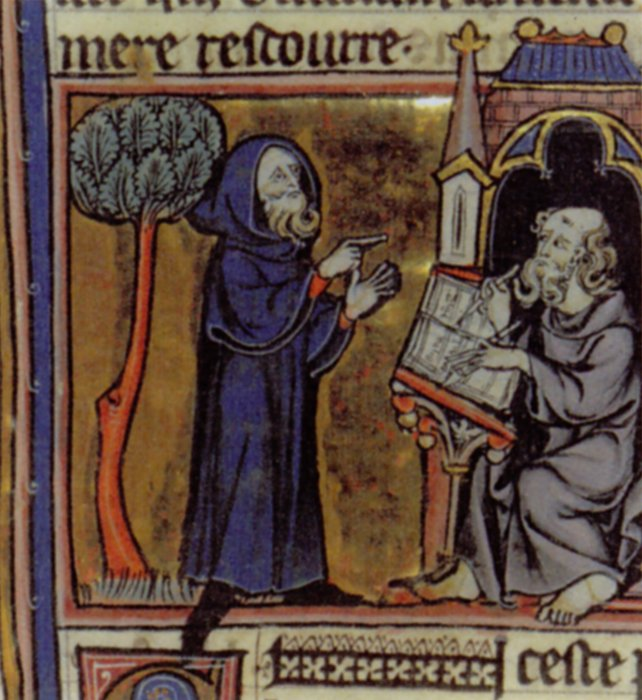
Мерлин, диктующий свои пророчества. Миниатюра из рукописи романа Робера де Борона «Мерлин» (1300)

Мерлин. Иллюстрация Обри Бёрдслея из книги «Смерть Артура» (1894)

Мерлин является повелителем зверей, и может принимать облик любого из лесных животных. Живущий в лесу отшельник в кельтских легендах отождествляется с богом Кернунном — покровителем леса, животных и волшебства.

## Этимология имени
Имя Мерлина происходит от более раннего варианта валл. Myrddin. Латинский вариант Merlinus (римское название одной из соколиных пород) появляется у Гальфрида Монмутского. Как предполагается, имя «Миртин» было изменено в связи с его неблагозвучием во французском языке, распространённом среди знати средневековой Англии.
валл. Clas Myrddin или Ограда Мерлина — это раннее название Великобритании, как отмечено в третьей серии валлийских триад.
Валлийское имя возникло, вероятно, в связи с неправильной интерпретацией названия города Кармартен: валл. Caerfyrddin. Это название происходит от бриттского *Mori-dunon 'морская крепость', однако было позже понято как Caer-Myrddin (переход m в f (читается [v]) отвечает правилам валлийской грамматики), то есть «крепость Мирдина».

## Мерлин у Талиесина
ST. 14.

Bedd Ann ap Lleian ym newys

Vynydd, lluagor Hew Emmrys,

Priv ddewin Merddin Emmrys.

translated by Herbert Algernon

The grave of Ann ap Lleian in the electoral

Mount, the host-opening lion Ambrose,

The chief enchanter Merlin Ambrose.

translated by Mary Johnes

14. The grave of the nun's son on Newais:

Mountain of battle, Llew [lion of?] Emrys,

Chief Magician, Myrddin Emrys

Общий приблизительный перевод:

Могила Анна сына Ллеиана на Невайс

Горе́, воинственного льва Амвросия,

Вождя чародеев Мерлина Амвросия
Мерлин упоминается в сочинении, приписываемом барду Талиесину «Могилы воинов» (Englynnion Y Bedeu), написанном трёхстишиями в форме «Englyn milwr». Поэма содержится в «Чёрной Книге из Кармартена». Мерлину посвящена 14-я строфа, сохранившаяся в манускрипте Peniarth 98B, в которой он фигурирует сразу под тремя именами: Анн ап Ллейан (валл. Ann ap Lleian), Амвросий (валл. Emmrys) и Мерлин Амвросий (валл.  Merddin Emmrys). В первом имени «Lleian» можно перевести как «монахиня», таким образом, валл. Ann ap Lleian допустимо перевести как «Анн, сын монахини», (англ. Ann son of the Nun).

## Рождение и детство Мерлина
Происхождение Мерлина, как и жизнь, окутано мифами. Согласно одним источникам, его мать была одной из чистейших и добрейших девушек за историю человечества, и зло никогда не рождалось в её душе. Дьявол искал путей к ней, но не находил. Однажды её сестра, злая женщина и полная ей противоположность, пришла домой пьяной и начала несправедливо бранить и оскорблять сестру. Девушка разгневалась, открыв тем самым свою душу злу, и дьявол овладел ею. Так был зачат Мерлин. Во время беременности она молила Бога, чтобы он помиловал её и ребёнка, а также обращалась за помощью-советом к своему духовнику-священнику Блезу. Блез решил, что следует «окрестить Мерлина сразу по его рождении». Окрестив Мерлина, Блез уничтожил «всё тёмное наследие Мерлина», но у Мерлина остались необычайные «способности мудреца и провидца».
По иной версии той же легенды, мать Мерлина, монахиня Кармелис, однажды последовала на берег реки, и прилегла отдохнуть. Злой дух, давно следивший за ней, воспользовался этим и, подлетев поближе, трижды клюнул Кармелис в ухо. Проснувшись, девушка почуяла недоброе и поспешила к монаху Блезу. Услышав её рассказ, монах упрекнул Кармелис в неосторожности, сказав, что через 9 месяцев она родит ребёнка от Чёрного Духа.
Малыш родился покрытый шерстью, повергнув свою мать в ужас. Слыша, как она проклинает Чёрного Духа, младенец заговорил: «не бойтесь, матушка, я не причиню вам никакого зла». Вскоре к монахине пришёл Блез и окрестив дитя, увидел, что шерсть с его тела исчезла.
Согласно другой легенде, Мерлин родился в городе Уэльс в 500-х годах, мать его была обычной девушкой, а отец волшебником. С ранних лет маленький Мерлин старался волхвовать и пророчествовать. Ему повиновались все звери и птицы, а олени и филины часто были спутниками его игр. Мерлин был добрейшим мальчиком — всем помогал, давал советы. Он был полностью доволен жизнью, пока король Вортигерн не позвал его усмирить двух драконов. И тогда все окончательно поняли, что Мерлин — волшебник.
Ещё одна версия легенды, дохристианская, в которой говорится, что Мерлин был внебрачным сыном одного из королей, зачатым от ведьмы, в легенде также упомянуто кровное родство Мерлина и Морганы, являвшейся его младшей сестрой.
В кельтских легендах есть упоминания о Гвендид и Гвендалин, сестре и жене Мерлина.

## Мерлин и Артур

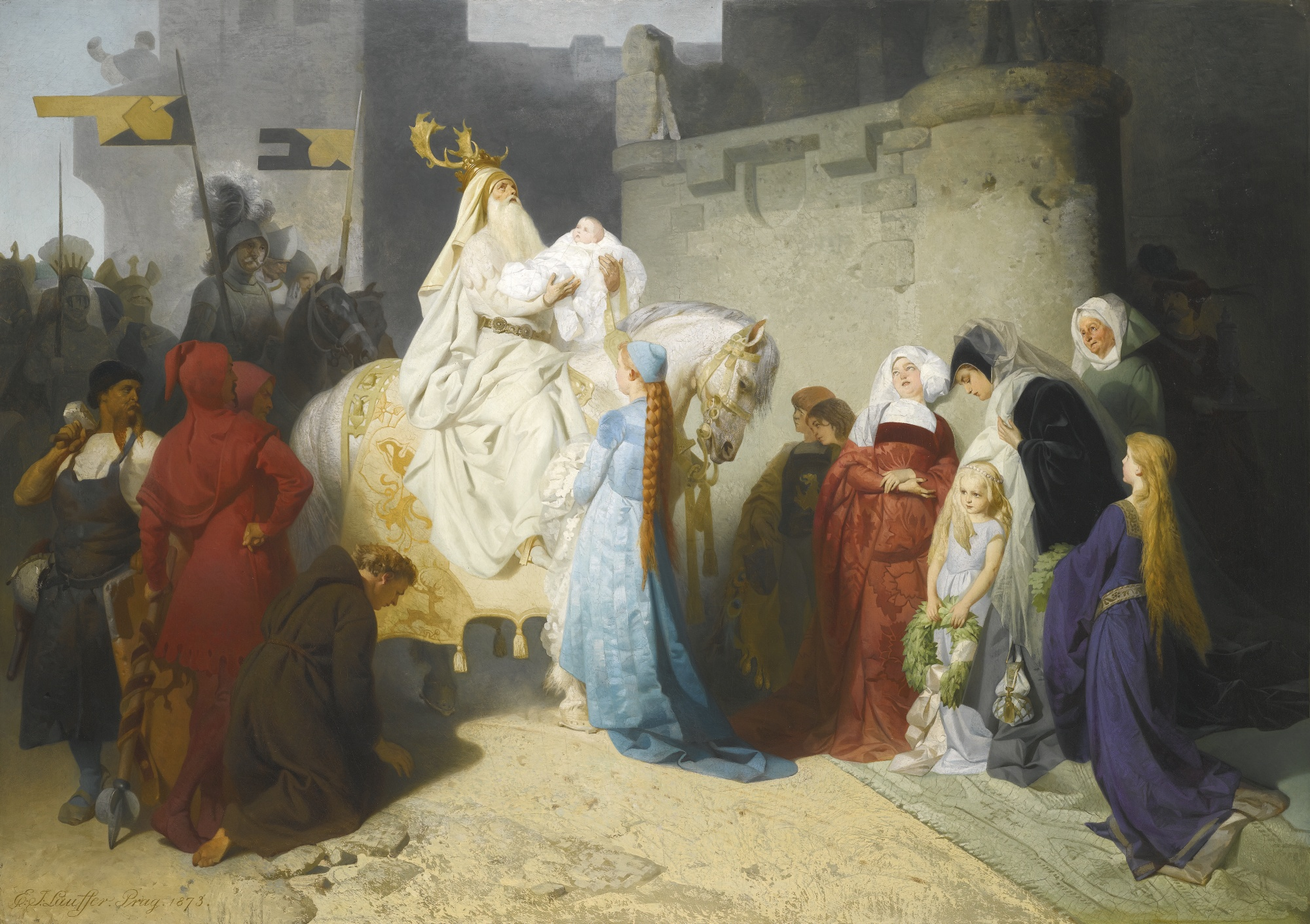
Мерлин предсказывает судьбу Артура. Худ. Эмиль Лауфер, около 1900 г.

Самым полным собранием эпизодов из легендарной жизни Мерлина обычно принято считать книгу сэра Томаса Мэлори «Смерть Артура». Мерлин является там наставником-ментором будущего короля Британии Артура, сына короля Утера Пендрагона и леди Игрэйн, который был зачат после смерти первого мужа Игрейн (согласно Мэлори) благодаря магической помощи Мерлина. За это волшебник забирает себе младенца и воспитывает его.
Когда Артур достигает возраста шестнадцати лет, Мерлин советует ему участвовать в состязании за древний меч в камне. По известному преданию, тому, кто сможет извлечь этот меч из камня, суждено объединить всю Британию (этот меч — ещё не Экскалибур, с которым его часто путают). Экскалибур попадает в руки Артуру в одном из следующих эпизодов — Мерлин чарами взывает к Владычице Озера, которая дарует Артуру Экскалибур. После смерти Артура меч возвращается Владычице Озера.
Смерть Мерлина описывается в эпизоде с Морганой — злой колдуньей, извечной противницей рыцарей Круглого Стола. Она околдовывает Мерлина, погружая его в вечный сон, выведав его тайны с помощью девушки Нимуэ. Согласно легенде, Мерлин спит где-то под холмом вечным сном, но ещё может проснуться. По другой легенде, злая колдунья Моргана заточила Мерлина в могучий дуб, где он и умер.
Однако есть и другие легенды, согласно которым Мерлин заключён в колонну. Дева Озера, в которую Мерлин был влюблён, обманула его и, сотворив волшебную колонну из воздуха, навек заключила в неё Мерлина.

### «Легенда о короле Артуре» написана Мерлином и Блезом
Сама «легенда о короле Артуре» сообщает, что её написал «мудрец-отшельник Блез» — по просьбе Мерлина, под диктовку и по рассказам Мерлина. И Мерлин высказал Блезу пророчество: «Эта твоя книга о славном короле Артуре будет на все времена „самой любимой книгой в мире“».

### Проклятие Мерлина
По легенде, после смерти Артура саксы всё же захватили Британию, и Мерлин проклял саксов, предсказав падение Белого Дракона (символа саксов). Так или иначе, «проклятие Мерлина» сбылось во время битвы при Гастингсе, когда Вильгельм Завоеватель убил последнего саксонского короля Гарольда. Позже и норманны, смешавшиеся с саксонской кровью Матильды, пали, и после Плантагенетов, Йорков и Ланкастеров престол захватили валлийцы по крови — то есть бритты — Тюдоры, таким образом, королевская власть вернулась к потомкам кельтов.

## Мерлин в литературе

### Возникновение легенды

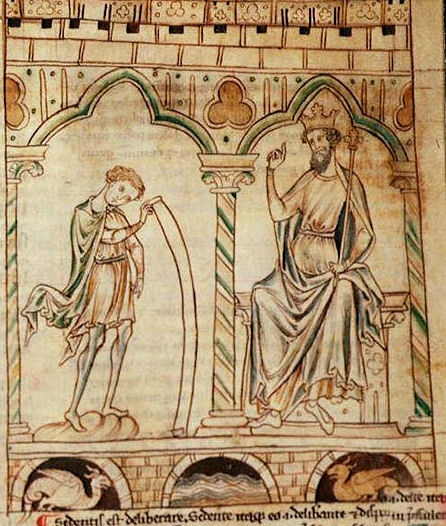
Юный Мерлин пророчествует королю Вортигерну (иллюстрация XIII века). В изначальной версии легенды этим пророком был реальный король Амвросий Аврелиан; его имя и часть приключений в последующих интерпретациях передались Мерлину

- Впервые Мерлин упоминается в «Истории бриттов» Гальфрида Монмутского и, возможно, возник от контаминации двух легендарных героев: Мирддина Виллта[8], известного также как Merlinus Caledonensis, и Амвросия Аврелиана. В результате возник персонаж, которого Гальфрид назвал Мерлином Амброзием.
- В итальянских Новеллино XIII века имя Мерлина встречается несколько раз (новеллы 25, 66, 70) Новелла 70 имеет подзаголовок «Пророчество Мерлина»[9]
- «История бриттов» (лат. «Historia Regum Britanniae») и поэма «Жизнь Мерлина» («Vita Merlini») Гальфрида Монмутского
- французский роман Роберта де Борона (ок. 1200)
- сэр Томас Мэлори, «Смерть Артура» (Sir Thomas Malory, Le Morte d’Arthur), 1470

См. также: Артуровский цикл